# 63式装甲输送车
63式履带装甲输送车（工廠代號531）是中华人民共和国第一型自行設計、生产的履带式裝甲输送車，主要用于输送步兵、弹药与物资，主要装备坦克部队的机械化步兵部队伴随坦克作战。
63式履带裝甲输送車最初研制起始于20世纪50年代末，不同于同一时期多数中国的武器系统，不是依靠苏联援助的设计，而是自主开发。1964年開始於中国人民解放軍中服役。北方车辆厂（当时的第一机械工业部618厂，既永定机械厂）曾經大量製造此車，还开发出一系列变型车型。63式履带裝甲输送車1985年停产，其系列衍生车型至1990年代停产，包括衍生车型总产量8,000余輛，有中國的M113之稱。截至2010年代仍有相当数量的车辆仍然在解放军现役。除中國外，尚出口到許多其他國家使用。曾參與包括越戰、中越戰爭、兩伊戰爭與海灣戰爭在內的不少的戰役。

## 技术与设计
63式履带裝甲输送車是簡單而可靠的設計。车壳为全封闭。6缸柴油机的动力舱中置，乘员舱后开门，能載運13名武裝士兵。在车体前部左为驾驶员，中为传动舱变速箱，右为电台通信员。发动机右侧是大型油箱和置物架，左侧是一个狭窄的通道，其中设置了车长的座椅，即位于驾驶员后面。通常由車長與駕駛兩員操作。唯一的自卫武器是安装在车体中心线乘员舱前面一个小舱口的一挺12.7 mm口径高射機槍，机枪手的座椅位于载员舱中前部。4名乘员都有自己的顶舱盖，载员舱上方有两个长条形的顶舱盖。車殼由薄鋼板焊接製成，僅正面使用14 mm厚裝甲，能阻擋7.62 mm口徑武器的攻擊，對12.7 mm口徑武器的攻擊不具防護能力。行走部分有四对单胶轮大直径负重轮，驱动轮在前，采用扭杆式悬挂装置。传动装置为机械式，采用二级行星转向机。63式装甲输送车具有浮渡能力，靠履带划水以及在翼子板与车体之间形成水流推动车体前进与转向，车首上有防浪板，无需准备可自浮克服内陆江河障碍。安装了无线电台与车内通话系统。越野行程可达280千米，在二级公路上的行程为接近400千米。
1972年，澳大利亚从南越军队得到一辆被击伤抛弃的北越军队的63式装甲车，并运回澳大利亚维多利亚州摩尼格塔的陆军装备试验与验证场，与一辆美制M-113A1做了完整的对比试验。结论是63式装甲车的三维体型更大，载重能力更强但内部空间不足；两车的速度性能接近；63式的通过能力优于M-113A1，在越壕、越垂直墙、侧坡行驶能力方面都更加出色；但以西方的标准63式有一些不可接受的地方，如转向制动装置暴露在车舱内的烟雾及噪音，澳方乘员无法忍受。澳方认为63式的保护履带的薄钢甲裙板的防护太差。

## 研制过程
中国自行设计研制履带式装甲输送车的任务最初在1958年7月下达，開發是在618廠進行，由兵器工業部和30院協助。工厂代号58-72（意为 58年7月文件规定研制的第2个项目，最初工厂文件曾冠名为“起重机”），基本方案是 装甲车壳为全封闭、可在水上实施浮渡，动力以及传动装置前置，发动机选用从苏联引进的260马力的6150L型液冷6缸柴油机。1959年3月原型车总装完成。对原型车首个改进是在车首增加浮箱结构以实现浮渡（车首形状改进是原型车与后来定型量产型号外观上最显著的区别）。
1959年5月根据试验中发现的问题开始改进，工厂代号531（根据一机部文件，5表示运输车、3表示水陆运输车、1表示设计序号），发动机、变速箱、行走系、操纵系统均展开重新设计，特别改进车辆重心偏前的问题。
1961年开始对531样车继续改进设计，工厂代号531A，1963年3月正式定型，命名为“六三式履带装甲输送车”。
該型装甲车設計于1963年完成開發，第一批車於1964年開始服役。然而，首批車輛存在嚴重問題，经过几年進一步完善設計。1970年以后車輛才開始進入廣泛服役。北方车辆厂在生产63式的过程中，不断改进产能不断提高，最高整车年产量在1985年达到703辆。
西方国家最早确认63式装甲车的存在，是在1969年11月阿尔巴尼亚首都地拉那的阅兵式上。

## 衍生型号
- 63式 (531A)：定型型号，已装备的200余辆531A后来全部回厂按后续A531的标准进行改造。
- 63A式 (A531)：量產型号，是63式设计成熟并大量生产的型号。针对装备部队后反映的问题1965年提出方案，1968年完成实验。车载武器由最初的7.62毫米口径机枪改配59式12.7毫米口径機槍；解决北方地区冬季发动机启动困难，改进传动系暴露的缺陷等。
- 63-1式 (B531)：加長型，在研制用于122毫米口径自行榴弹炮过程中发现行走部分承受能力不足，将原来4对大直径负重轮改为5對小直径双轮缘负重轮，并加了3对托带轮，车体加长226毫米。1981年设计定型。后来的衍生型85式 (YW531H) 装甲输送车行走部分就是来自B531。
- 63-2式 (WZ531)：为准备1984年国庆阅兵，将部分外贸车型改进项目移植对A531进行改进，代号为“WZ531G”（WZ为五机部、装甲车辆的汉语拼音缩写）[2]。1985年换装电台的型号为“WZ531K”。
- 70式 (WZ302)：54-I式122毫米口径榴弹炮移植固定在63式底盘上，只有炮盾用作简单防护。以A531为基型，1970年设计定型，生产了36辆，交付后发现行走部分承受能力不足；以B531为基型，1981年设计定型 (称为70-1)，共生产126辆。
- 70式 (WZ303)：19管130毫米口径自行火箭炮。至1977年设计定型，共生产244辆。在1979年对越作战中颇受作战部队好评。
- WZ701：裝甲指揮車，五組无线电通訊機，發電機。以A531为基型，乘员舱加高拓宽，1979年设计定型，为81式装甲指挥车。用于出口的外贸型号为YW701A/B。
- WZ721：裝甲通訊中繼車。
- 63式两栖装甲输送车：用63式改装，在车首尾附加船型浮箱结构套件，车尾加装一部外挂式螺旋桨推进器。可胜任渡海登陆作战的任务。
- YD801 / 801A：民用森林消防车。以A531为基型。采用橘红色涂装。

- 63式裝甲输送車顶部。
- 63式裝甲输送車尾部。
- 63-2式 (WZ531) 装甲输送车。
- 改装的63式两栖装甲输送车，车首尾附加浮箱结构套件。
- 70式自行火箭炮，19管定向器处于行军时降下状态。

### 出口型

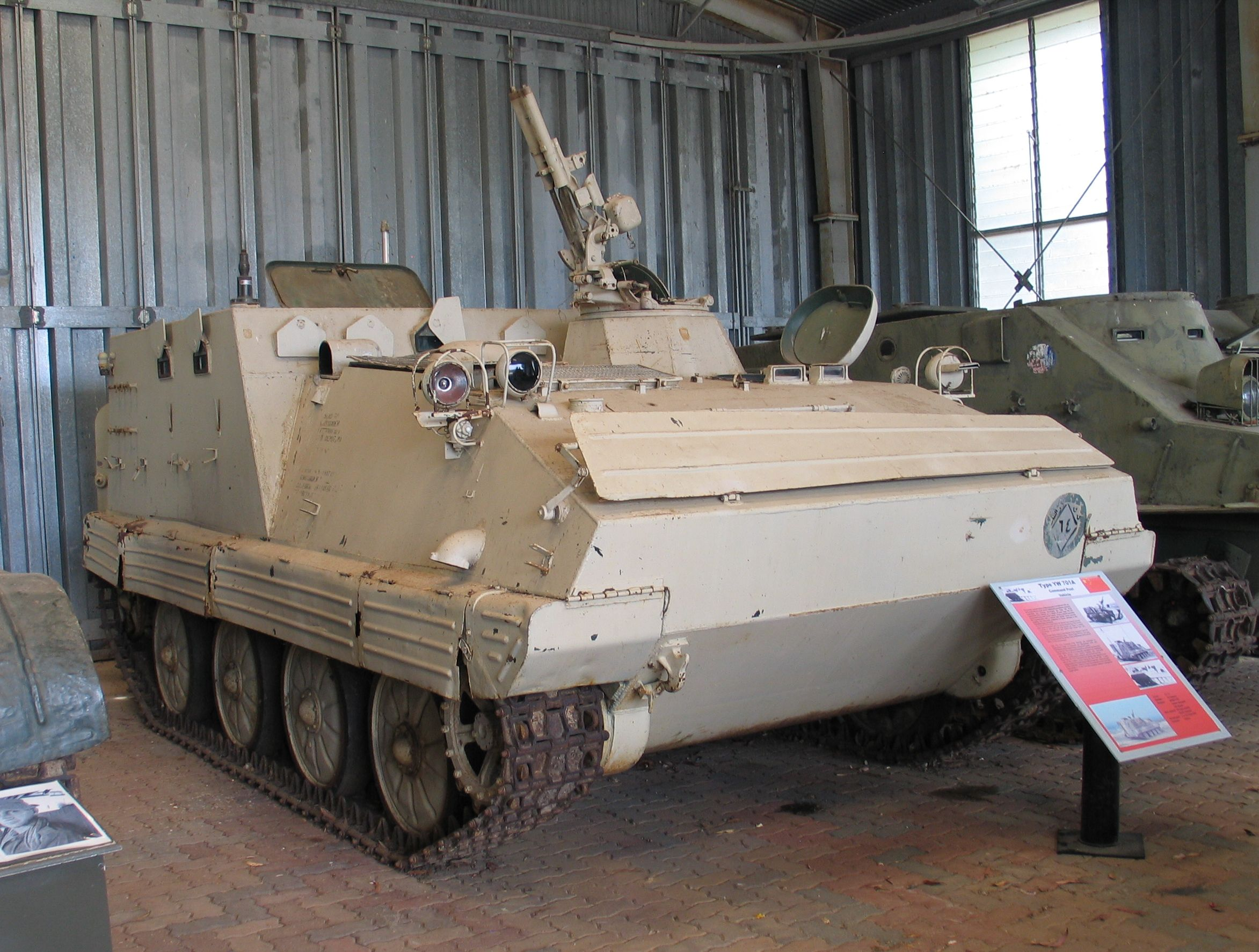
在Puckkapunyal軍事博物館的前伊拉克军队的YW701指揮車

- YW531C或称外贸型63式（1982） - YW为五机部赋予外贸车型的代号，Y代表当时的永定机械厂，W代表外贸[2]。出口版的531系列配许可证生产的德國道依茨320馬力BF8L413FY风冷8缸增压柴油發動機，取代原来的液冷发动机。发动机舱向右移到车体一侧，右前方副驾驶的位置被除去。在车体侧板上开有射击口。
  - YW531D / YW531E或称外贸63C式 - 指揮車，加裝一組無線電通訊機。修改後的版本只有1而不是2左側射口。YW531E有一個額外的892式無線電，其他按YW531D标准。
- YW701 - 出口型WZ701指揮車。根據YW531C並配備了指揮員的機槍塔和59式高射机枪（12.7×108毫米大口徑彈藥）。
- YW750 - 出口型裝甲救護車，舱室形状和YW701相同。可容纳四个搬运伤员用担架。根據YW531C並配備了指揮員的機槍塔和59式高射机枪。
- YW304 - 82毫米口径自行迫击炮車，配120発迫击炮彈，以YW531C为基型。
- YW381 - 120毫米口径自行迫击炮車，配50発迫击炮彈，以YW531C为基型。
- 85式装甲输送车 - 工厂代号YW531H，1984年开始设计研制，沿用YW531C的动力装置，结合63-I式 (B531) 行走部分的 5對小直径双轮缘載重輪，车体外形最显著的特点是车首修改削尖外形。1988年3月定型。85式装甲输送车也相应开发了多种变型车。

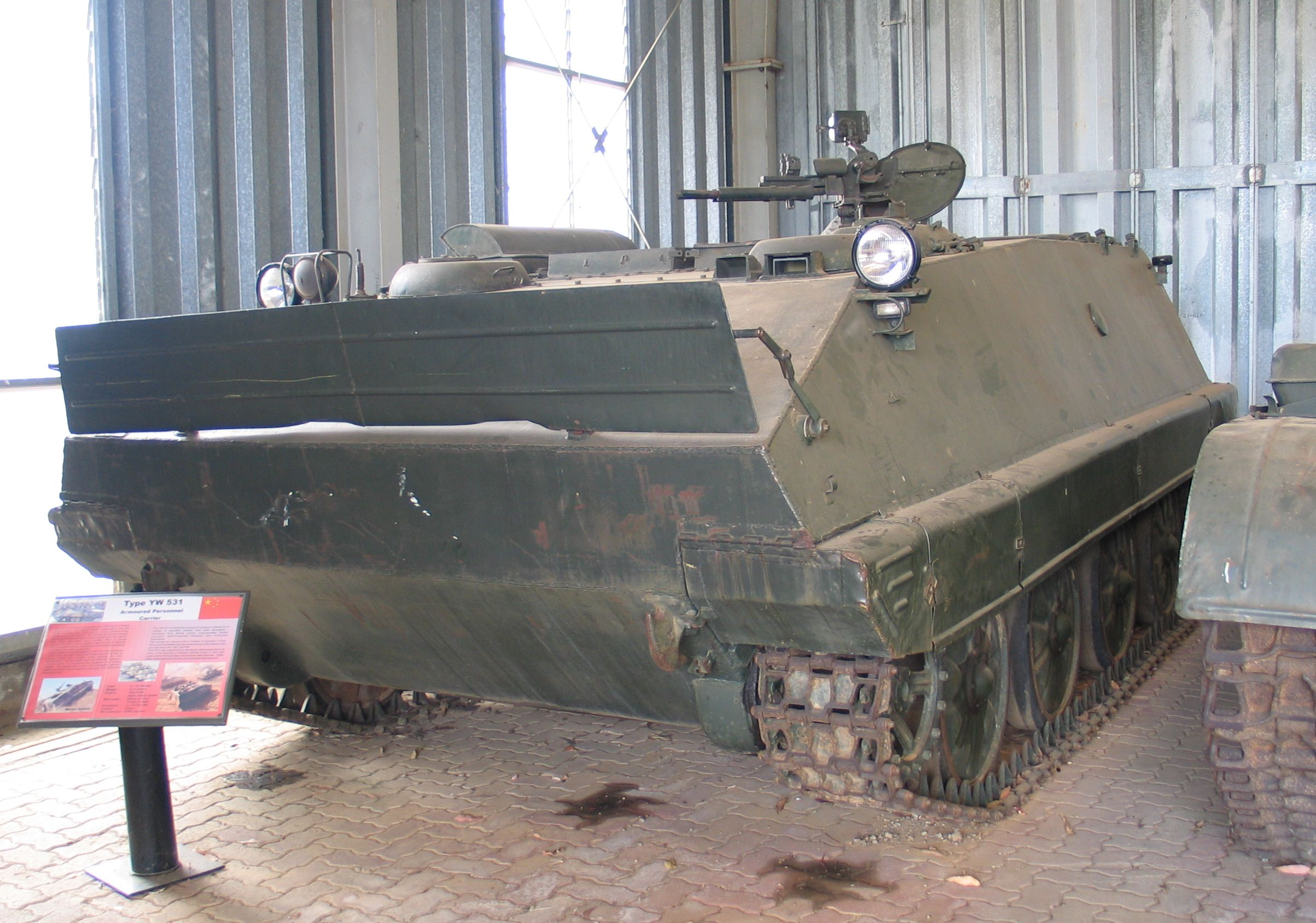
63A式(A531)保存在澳大利亚皇家装甲团坦克博物馆, 缴获自越南。

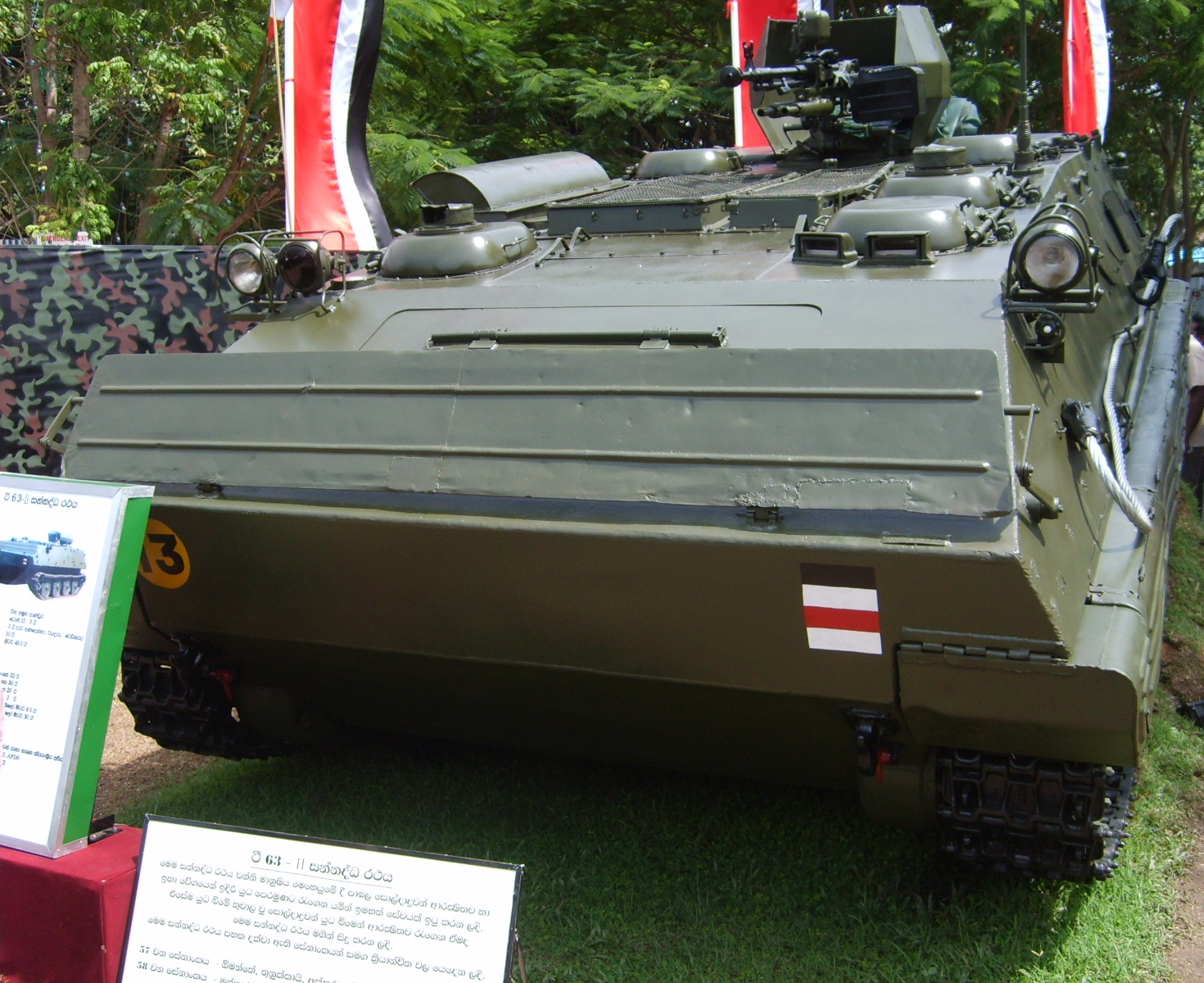
斯里兰卡展出装甲兵团63-II裝甲運兵車在陆军成立60周年成就展。

## 使用國家
- 阿尔巴尼亚
- 中國
- 刚果民主共和国
- 伊朗
- 伊拉克（已退役）：1981年定购450辆YW531C以及追加的600辆YW750，[2] 还有后续的指挥车、82毫米/120毫米自行迫击炮。在海湾战争中，伊拉克军队唯一一次主动进攻联军的海夫吉战斗中动用了机械化步兵营装备的约40辆YW531C。
- 泰國：泰国陆军装备的85式大约400辆，包括了指挥车、82毫米/120毫米自行迫击炮以及独有的30管130毫米自行火箭炮。[2]
- ：中國授權生產，命為VTT-323
- 巴基斯坦
- 斯里蘭卡：斯里兰卡陆军装备的63式包括有A531、WZ531、YW531、85式等，并配备不同武器系统，用于对泰米爾伊拉姆猛虎解放組織作战。
- 苏丹
- 坦桑尼亚
- 越南：在越南战争中，北越军队装备了63式。
- 辛巴威